# Lista odcinków serialu Mr. Robot
Poniżej znajduje się lista odcinków serialu telewizyjnego Mr. Robot – emitowanego przez amerykańską stację telewizyjną  USA Network od 24 czerwca 2015 roku do 22 grudnia 2019 roku. Powstały cztery serie, które łącznie składają się z 45 odcinków. W Polsce serial jest emitowany od 1 października 2015 roku przez Seriale+ oraz od 14 lipca 2016 roku przez Canal+ Polska.

## Przegląd serii
| Sezon | Sezon | Odcinki | Pierwsza emisja      | Pierwsza emisja  | Pierwsza emisja     | Pierwsza emisja  | Pierwsza emisja |
| Sezon | Sezon | Odcinki | Premiera sezonu      | Finał sezonu     | Premiera sezonu     | Finał sezonu     |                 |
| ----- | ----- | ------- | -------------------- | ---------------- | ------------------- | ---------------- | --------------- |
|       | 1     | 10      | 24 czerwca 2015      | 2 września 2015  | 1 października 2015 | 3 grudnia 2015   |                 |
|       | 2     | 12      | 13 lipca 2016        | 21 września 2016 | 25 sierpnia 2016    | 29 września 2016 |                 |
|       | 3     | 10      | 11 października 2017 | 13 grudnia 2017  | 9 listopada 2017    | 28 grudnia 2017  |                 |
|       | 4     | 13      | 6 października 2019  | 22 grudnia 2019  | 1 grudnia 2019      | 29 grudnia 2019  |                 |

## Sezon 1 (2015)
Tytuły odcinków tego sezonu mają przyrostki nawiązujące do formatów zapisu plików wideo.
| Nr | #  | Tytuł / Polski tytuł                    | Reżyseria         | Scenariusz      | Premiera (USA Network) | Premiera w Polsce (+Seriale) |
| -- | -- | --------------------------------------- | ----------------- | --------------- | ---------------------- | ---------------------------- |
| 1  | 1  | Witaj przyjacielueps1.0_hellofriend.mov | Niels Arden Oplev | Sam Esmail      | 24 czerwca 2015        | 1 października 2015          |
| 2  | 2  | eps1.1_ones-and-zer0es.mpeg             | Sam Esmail        | Sam Esmail      | 1 lipca 2015           | 8 października 2015          |
| 3  | 3  | eps1.2_d3bug.mkv                        | Jim McKay         | Sam Esmail      | 8 lipca 2015           | 15 października 2015         |
| 4  | 4  | eps1.3_da3m0ns.mp4                      | Nisha Ganatra     | Adam Penn       | 15 lipca 2015          | 22 października 2015         |
| 5  | 5  | eps1.4_3xpl0its.wmv                     | Jim McKay         | David Iserson   | 22 lipca 2015          | 29 października 2015         |
| 6  | 6  | eps1.5_br4ve-trave1er.asf               | Deborah Chow      | Kyle Bradstreet | 29 lipca 2015          | 5 listopada 2015             |
| 7  | 7  | eps1.6_v1ew-s0urce.flv                  | Sam Esmail        | Kate Erickson   | 5 sierpnia 2015        | 12 listopada 2015            |
| 8  | 8  | eps1.7_wh1ter0se.m4v                    | Christoph Schrewe | Randolph Leon   | 12 sierpnia 2015       | 19 listopada 2015            |
| 9  | 9  | eps1.8_m1rr0r1ng.qt                     | Tricia Brock      | Sam Esmail      | 19 sierpnia 2015       | 26 listopada 2015            |
| 10 | 10 | eps1.9_zer0-day.avi                     | Sam Esmail        | Sam Esmail      | 2 września 2015        | 3 grudnia 2015               |

## Sezon 2 (2016)
Tytuły odcinków tego sezonu mają przyrostki nawiązujące do typu pełnego szyfrowania dysku twardego systemu komputerowego.
| Nr | #  | Tytuł / Polski tytuł      | Reżyseria  | Scenariusz                    | Premiera (USA Network) | Premiera w Polsce (Canal+ Polska) |
| -- | -- | ------------------------- | ---------- | ----------------------------- | ---------------------- | --------------------------------- |
| 11 | 1  | eps2.0_unm4sk-pt1.tc      | Sam Esmail | Sam Esmail                    | 13 lipca 2016          | 25 sierpnia 2016                  |
| 12 | 2  | eps2.0_unm4sk-pt2.tc      | Sam Esmail | Sam Esmail                    | 13 lipca 2016          | 25 sierpnia 2016                  |
| 13 | 3  | eps2.1_k3rnel-pan1c.ksd   | Sam Esmail | Sam Esmail                    | 20 lipca 2016          | 1 września 2016                   |
| 14 | 4  | eps2.2_init_1.asec        | Sam Esmail | Sam Esmail                    | 27 lipca 2016          | 1 września 2016                   |
| 15 | 5  | eps2.3_logic-b0mb.hc      | Sam Esmail | Kyle Bradstreet               | 3 sierpnia 2016        | 8 września 2016                   |
| 16 | 6  | eps2.4_m4ster-s1ave.aes   | Sam Esmail | Adam Penn                     | 10 sierpnia 2016       | 8 września 2016                   |
| 17 | 7  | eps2.5_h4ndshake.sme      | Sam Esmail | Sam Esmail                    | 17 sierpnia 2016       | 15 września 2016                  |
| 18 | 8  | eps2.6_succ3ss0r.p12      | Sam Esmail | Courtney Looney               | 24 sierpnia 2016       | 15 września 2016                  |
| 19 | 9  | eps2.7_init_5.fve         | Sam Esmail | Kyle Bradstreet, Lucy Teitler | 31 sierpnia 2016       | 22 września 2016                  |
| 20 | 10 | eps2.8_h1dden-pr0cess.axx | Sam Esmail | Kor Adana, Randolph Leon      | 7 września 2016        | 22 września 2016                  |
| 21 | 11 | eps2.9_pyth0n-pt1.p7z     | Sam Esmail | Sam Esmail                    | 14 września 2016       | 29 września 2016                  |
| 22 | 12 | eps2.9_pyth0n-pt2.p7z     | Sam Esmail | Sam Esmail                    | 21 września 2016       | 29 września 2016                  |

## Sezon 3 (2017)
Tytuły odcinków tego sezonu nawiązują do formy zapisu pliku komputerowego z różnym jego rozszerzeniem. Tytuł finału sezonu (w odróżnieniu od wszystkich poprzednich odcinków) nawiązuje do polecenia komputerowego: "shutdown".
| Nr | #  | Tytuł                      | Polski tytuł                       | Reżyseria  | Scenariusz                       | Premiera (USA Network) | Premiera w Polsce (Canal+ Polska) |
| -- | -- | -------------------------- | ---------------------------------- | ---------- | -------------------------------- | ---------------------- | --------------------------------- |
| 23 | 1  | eps3.0_power-saver-mode.h  | cz.3.0_tryb-oszczedzania-energii.h | Sam Esmail | Sam Esmail                       | 11 października 2017   | 9 listopada 2017                  |
| 24 | 2  | eps3.1_undo.gz             | cz.3.1_cofnij.gz                   | Sam Esmail | Sam Esmail                       | 18 października 2017   | 9 listopada 2017                  |
| 25 | 3  | eps3.2_legacy.so           | cz.3.2_dziedzictwo.so              | Sam Esmail | Sam Esmail                       | 25 października 2017   | 16 listopada 2017                 |
| 26 | 4  | eps3.3_metadata.par2       | cz.3.3_metadane.par2               | Sam Esmail | Kyle Bradstreet                  | 1 listopada 2017       | 23 listopada 2017                 |
| 27 | 5  | eps3.4_runtime-error.r00   | cz.3.4_blad-wykonania.r00          | Sam Esmail | Kor Adana, Randolph Leon         | 8 listopada 2017       | 30 listopada 2017                 |
| 28 | 6  | eps3.5_kill-process.inc    | cz.3.5_zakoncz-proces.inc          | Sam Esmail | Kyle Bradstreet                  | 15 listopada 2017      | 7 grudnia 2017                    |
| 29 | 7  | eps3.6_frederick+tanya.chk | cz.3.6_fredrick+tanya.chk          | Sam Esmail | Adam Penn                        | 22 listopada 2017      | 14 grudnia 2017                   |
| 30 | 8  | eps3.7_dont-delete-me.ko   | cz.3.7_nie-usuwaj-mnie.ko          | Sam Esmail | Sam Esmail                       | 29 listopada 2017      | 21 grudnia 2017                   |
| 31 | 9  | eps3.8_stage3.torrent      | cz.3.8_faza3.torrent               | Sam Esmail | Kyle Bradstreet, Courtney Looney | 6 grudnia 2017         | 28 grudnia 2017                   |
| 32 | 10 | shutdown -r                | wylaczenie -r                      | Sam Esmail | Sam Esmail                       | 13 grudnia 2017        | 28 grudnia 2017                   |

## Sezon 4 (2019)
Tytuły pierwszych 10 odcinków tego sezonu nawiązują do Kodów odpowiedzi HTTP na błąd.
| Nr | #  | Tytuł                                            | Polski tytuł                  | Reżyseria  | Scenariusz       | Premiera (USA Network) | Premiera w Polsce (Canal+ Seriale) |
| -- | -- | ------------------------------------------------ | ----------------------------- | ---------- | ---------------- | ---------------------- | ---------------------------------- |
| 33 | 1  | 401 Unauthorized                                 | 401 Bez autoryzacji           | Sam Esmail | Sam Esmail       | 6 października 2019    | 1 grudnia 2019                     |
| 34 | 2  | 402 Payment Required                             | 402 Wymagana opłata           | Sam Esmail | Kyle Bradstreet  | 13 października 2019   | 1 grudnia 2019                     |
| 35 | 3  | 403 Forbidden                                    | 432 Zakazane                  | Sam Esmail | Courtney Looney  | 20 października 2019   | 7 grudnia 2019                     |
| 36 | 4  | 404 Not Found                                    | 404 Nie znaleziono            | Sam Esmail | Kyle Bradstreet  | 27 października 2019   | 7 grudnia 2019                     |
| 37 | 5  | 405 Method Not Allowed                           | 405 Niedozwolona metoda       | Sam Esmail | Sam Esmail       | 3 listopada 2019       | 8 grudnia 2019                     |
| 38 | 6  | 406 Not Acceptable                               | 406 Nie do zaakceptowania     | Sam Esmail | Amelia Grey      | 10 listopada 2019      | 8 grudnia 2019                     |
| 39 | 7  | 407 Proxy Authentication Required                | 407 Wymagane uwierzytelnienie | Sam Esmail | Sam Esmail       | 17 listopada 2019      | 14 grudnia 2019                    |
| 40 | 8  | 408 Request Timeout                              | 408 Prośba o czas             | Sam Esmail | Robbie Pickering | 24 listopada 2019      | 15 grudnia 2019                    |
| 41 | 9  | 409 Conflict                                     | 409 Konflikt                  | Sam Esmail | Kyle Bradstreet  | 1 grudnia 2019         | 21 grudnia 2019                    |
| 42 | 10 | 410 Gone                                         | 410 Zniknięcie                | Sam Esmail | Sam Esmail       | 8 grudnia 2019         | 22 grudnia 2019                    |
| 43 | 11 | eXit                                             | eXit                          | Sam Esmail | Sam Esmail       | 15 grudnia 2019        | 28 grudnia 2019                    |
| 44 | 12 | whoami również jako: Series Finale Part 1        | kimjestem                     | Sam Esmail | Sam Esmail       | 22 grudnia 2019        | 29 grudnia 2019                    |
| 45 | 13 | Hello, Elliot również jako: Series Finale Part 2 | Witaj, Elliot                 | Sam Esmail | Sam Esmail       | 22 grudnia 2019        | 29 grudnia 2019                    |

## Odcinek specjalny (2016)
Tytuł odcinka specjalnego nawiązuje do rozszerzenia zapisu pliku tekstowego.
| Nr | Tytuł                 | Premiera (USA Network) | Premiera w Polsce |
| -- | --------------------- | ---------------------- | ----------------- |
| S1 | Mr. Robot_dec0d3d.doc | 20 czerwca 2016        | nieemitowany      |